# 哈尔滨银行
哈尔滨银行（港交所：6138）是中国东北地区的一家股份制商业银行，成立于1997年2月，总部位于哈尔滨市。现有哈尔滨、天津、成都、沈阳、大连、重庆、大庆等17家分行，在北京、广东、江苏、吉林及黑龙江等地设立了32家村镇银行，同时作为战略投资者持有广东华兴银行16%股权，为第二大股东。截至2015年6月30日，资产总额4449亿元，存款总额3068亿元，2015年实现净利润44.58亿元，2015年末员工7131人。按照《21世纪经济报道》发布的《2011年亚洲银行竞争力排行研究报告》，哈尔滨银行综合竞争力在亚洲中小银行位居第6名。

## 历史

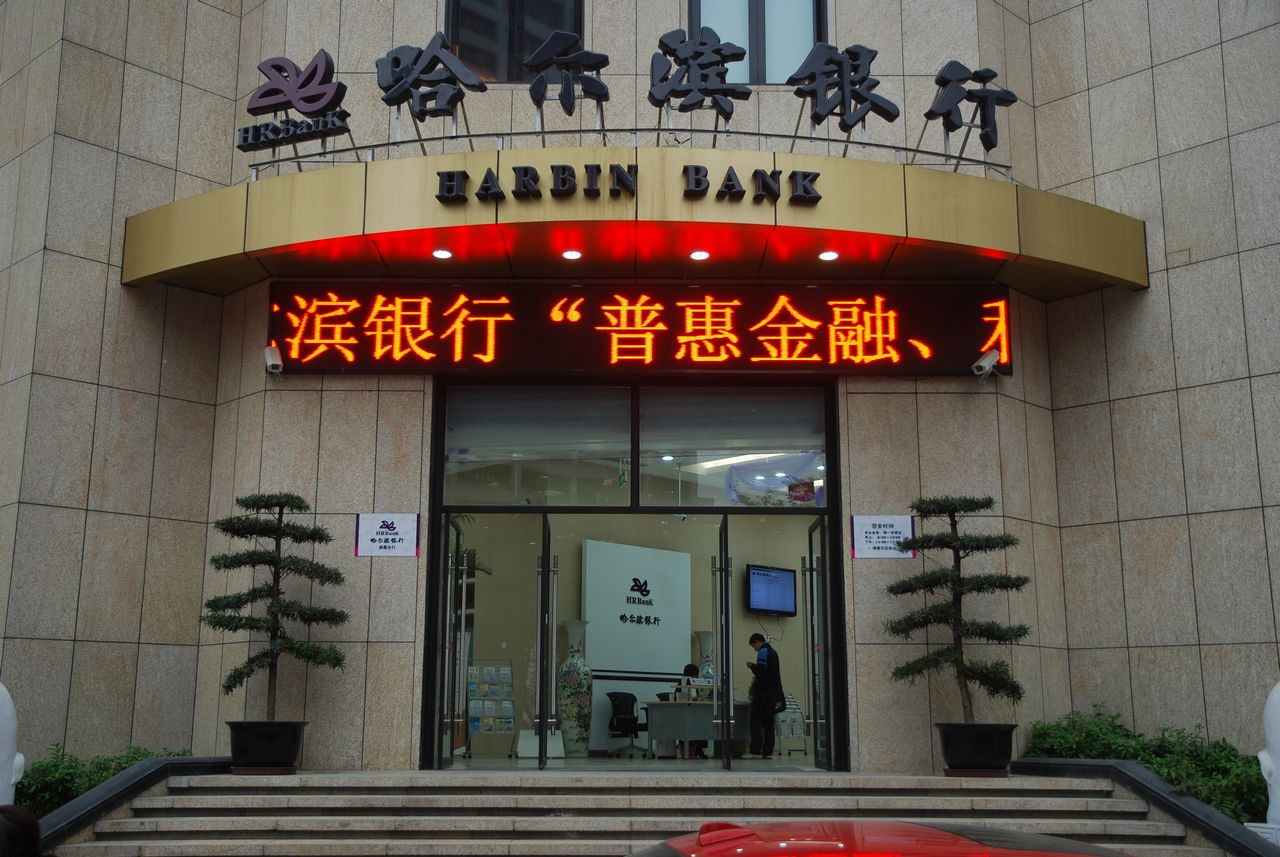
哈尔滨银行一家支行，使用的是更名的第一代标志

- 1986年，城市信用社开始在哈尔滨兴办，到当年底成立了经纬街、桦树街、大成街、工业品贸易中心和新阳广场5个集体所有制性质的城市信用社。主要对集体企业和个体户办理存款、放款、结算等业务。集体、个体企业存款户700多户，存款余额400万元。
- 1991年，哈尔滨城市信用社已发展到26家（含联社），网点31处，职工703人。城市信用联社资产总额4.8亿元，吸收各项存款余额3.3亿元，各项贷款余额2.4亿元。形成了以集体、个体工商企业存款和城市居民储蓄为主流的资金力量。
- 1992年，哈尔滨城市信用社发展到32家，资产总额8.5亿元。当年制定了《关于组建哈尔滨合作银行工作方案》、《哈尔滨合作银行章程》、《关于深化改革完善经营机制的报告》、《哈尔滨城市信用联社定向募集股金章程》等有关材料，做好合作银行的前期准备工作。
- 1993年，哈尔滨城市信用社发展到40家，资产总额14.3亿元。12月正式成为上海证券交易所会员，并建立股票交易大厅。当年修改完善了《哈尔滨城市合作银行章程》，并通过集资扩股和重新选举董事会、监事会、完善了城市信用社的股权制。为全面掌握全市各城市信用社资产状况，开展了资产核资工作。市人民银行正式向总行申报成立哈尔滨城市合作银行。
- 1994年，哈尔滨城市信用社发展到51家，资产总额24.8亿元。按照人行总行有关要求，联社及部分城市信用社进一步完善了股份制。10月份，联社再次正式向市人民银行申报组建哈尔滨城市合作银行。
- 1995年，哈尔滨城市信用社发展到56家，资产总额34.1亿元。中国人民银行总行正式批准，在城市信用社的基础上组建哈尔滨城市合作银行，组建工作全面铺开。
- 1996年，哈尔滨城市信用社发展到58家，资产总额56.8亿元。各城市信用社依法申报加入组建哈尔滨城市合作银行。10月，中国人民银行总行派出验收组对哈尔滨城市合作银行组建工作进行检查验收。财政出资6000万元人民币做为国家股投资，使注册资本达到22193万元人民币。12月5日，中国人民银行总行正式批复哈尔滨城市合作银行进入筹建阶段。

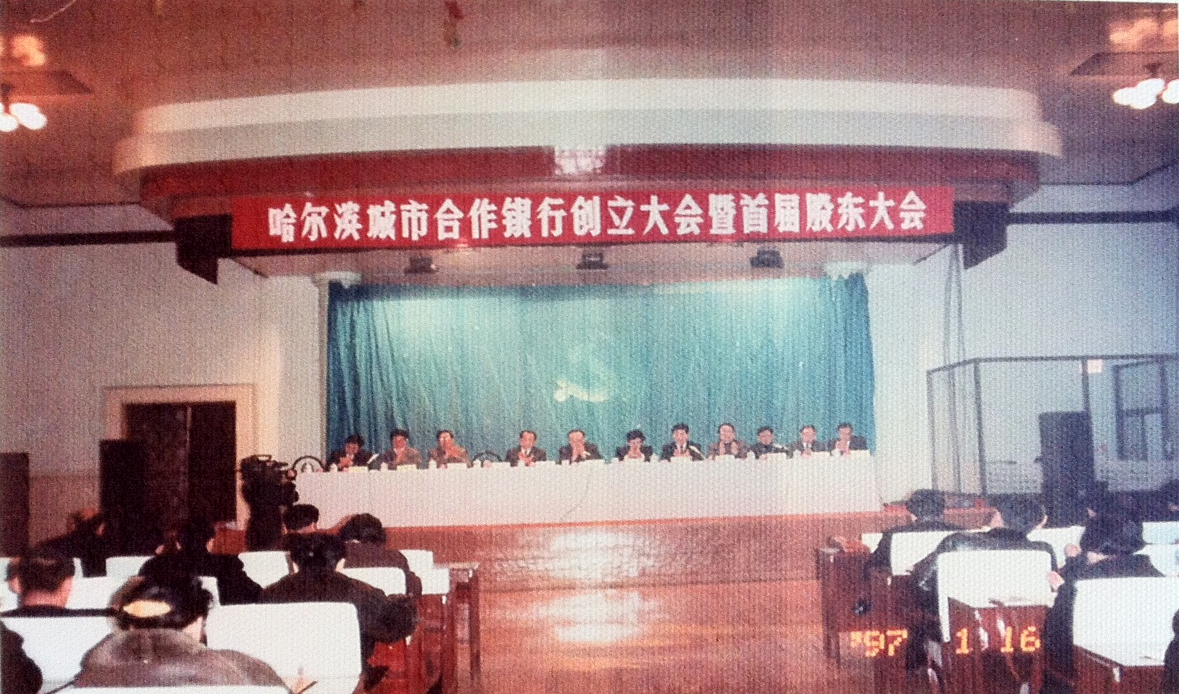
哈尔滨城市合作银行创立大会

- 1997年，2月28日，哈尔滨城市合作银行成立。下属64家支行，150个营业网点，从业人员2400人。
- 1998年，由哈尔滨城市合作银行改名为哈尔滨市商业银行。
- 2000年，哈尔滨市商业银行结束3年亏损，首次实现盈利2058万元。9月，经人民银行批准，哈尔滨市票据贴现市场在该行正式成立。
- 2002年，开办了国际业务，成为东北地区第一家获准经营外汇业务的城市商业银行。加入银联组织，使丁香卡功能进一步完善。加入了全国城市商业银行清算中心，为提高结算速度提供保障。
- 2003年，资产总资产额199亿元。从全国六类行攀升为全国二类行。2003年末，该行在全国112家城市商业银行中资产总额排名第十八位，效益排名第九位；在东北地区15家城市商业银行中利润排名第一位；存贷款增长幅度在全省金融系统中保持前两名，人均利润、利润总额排名第一位。
- 2004年，实施“一号工程”，成功拨离27亿元历史遗留的不良资产。收购黑龙江省双鸭山市城市信用社，在此基础上成立了全国城市商业银行的第一家异地分行——双鸭山分行，开辟了我国城市商业银行以并购方式设立异地分行的先河。
- 2007年，经中国银监会批准，更名为哈尔滨银行。成立大连分行，实现跨省经营，是全国最早实现更名和跨区域的城市商业银行之一。
- 2008年，在华北地区设立的第一家省外分行——天津分行正式对外营业。由哈尔滨银行全资设立的村镇银行在巴彦开始营业，成为哈尔滨第一家村镇银行。
- 2009年，在黑龙江省外设立成都分行、沈阳分行。在黑龙江省内设立鸡西分行、鹤岗分行、绥化分行。
- 2010年，哈尔滨银行重庆分行、大庆分行成立。
- 2011年，哈尔滨银行七台河分行、牡丹江分行成立。

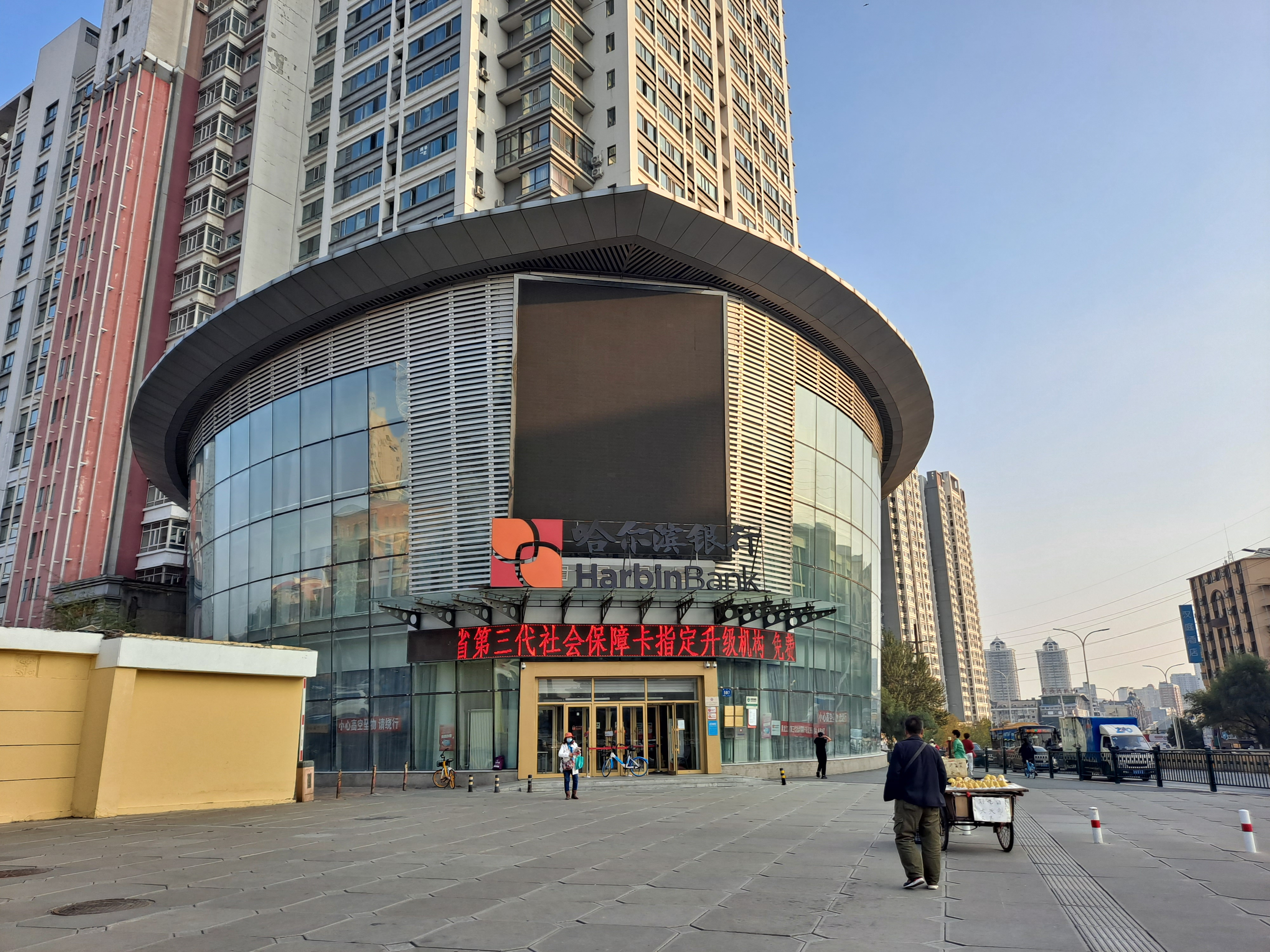
哈尔滨银行哈尔滨龙江支行

## 业务特色

### 对俄结算业务
哈尔滨银行多年来积极发挥总部靠近中俄边境的地缘优势，一直致力于发展对俄特色金融业务，陆续推出了卢布现钞兑换、卢布存款、卢布信用证、对俄人民币结算和跨境人民币融资等服务，为中俄贸易投资者提供了方便快捷的融资渠道和便利实用的金融产品。截至2010年10月末，哈尔滨银行当年兑换1.21亿卢布，占同期全国兑换量的90%以上，卢布账户及卢布存款保有量领先境内同业，卢布结算和对俄人民币结算量处于国内银行领先水平。

## 上市
2014年3月，哈爾濱銀行在香港進行公開招股，招股價介乎2.89至3.33元，集資最多100億元。哈爾濱銀行引入富邦人壽及中信資本等作為機構投資者。

## 資料來源
1. 1 2 3 4 5 6 7 8   (pdf). 哈尔滨银行. 2023-04-27  [2023-05-10].
2. ↑  东北网. . 2010-11-26  [2010-12-23]. （原始内容存档于2013-06-14）.
3. ↑  蘋果日報. . 2014-03-19  [2014-03-20]. （原始内容存档于2015-06-20）.